# Gymnothorax steindachneri
Gymnothorax steindachneri és una espècie de peix de la família dels murènids i de l'ordre dels anguil·liformes. Va ser descrit per David Starr Jordan i Barton Warren Evermann el 1903.
Els adults poden assolir els 91 cm de longitud total. Es troba a les illes de Hawaii.